# Резеда жовта
Резеда жовта (Reseda lutea) — вид квіткових рослин родини Резедові (Resedaceae).

## Опис
Це однорічна чи багаторічна, пряма рослина від 30 до 70 см заввишки. У вертикальному положенні, багаті листям стебла можуть бути простими або розгалуженими. Базальне листя розташоване розеткою. Жовті квіти без запаху 6 мм в діаметрі мають рідкісно 5, а як правило, 6 пелюсток. Запилюються комахами, відбувається навіть самозапилення. Витягнуті капсули довжиною від 8 до 15 мм.

## Поширення
Батьківщина. Європа: Європа: Білорусь; Україна, Чехія; Нідерланди; Польща; Словаччина; Албанія; Боснія і Герцеговина; Болгарія; Хорватія; Греція; Італія; Мальта; Чорногорія; Румунія; Сербія; Словенія; Франція; Португалія [вкл. Мадейра]; Іспанія [вкл. Канарські острови]; Північна Африка: Алжир; Єгипет; Лівія; Марокко; Туніс. Кавказ: Вірменія; Азербайджан; Росія — Дагестан, Передкавказзя, європейська частина, Західна Сибір. Азія: Туркменістан; Кіпр; Іран; Ірак; Ізраїль; Йорданія; Ліван; Сирія; Туреччина. Натуралізований в інших місцях. Живе в безплідних районах.
В Україні вид зростає на схилах, відслоненнях різних порід, уздовж доріг, на полях — на всій території звичайний, однак у Карпатах і на Поліссі, рідше.

## Галерея

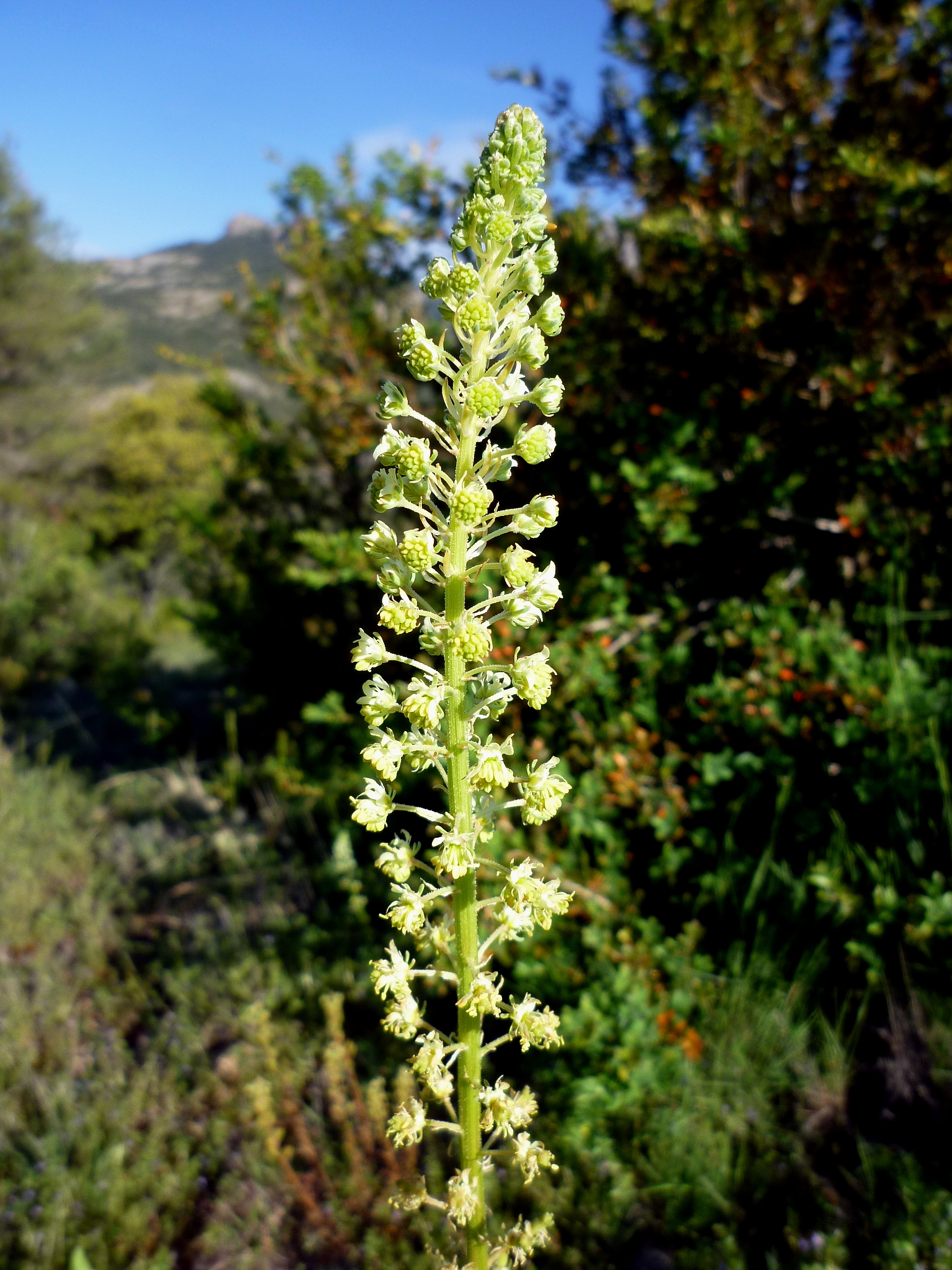
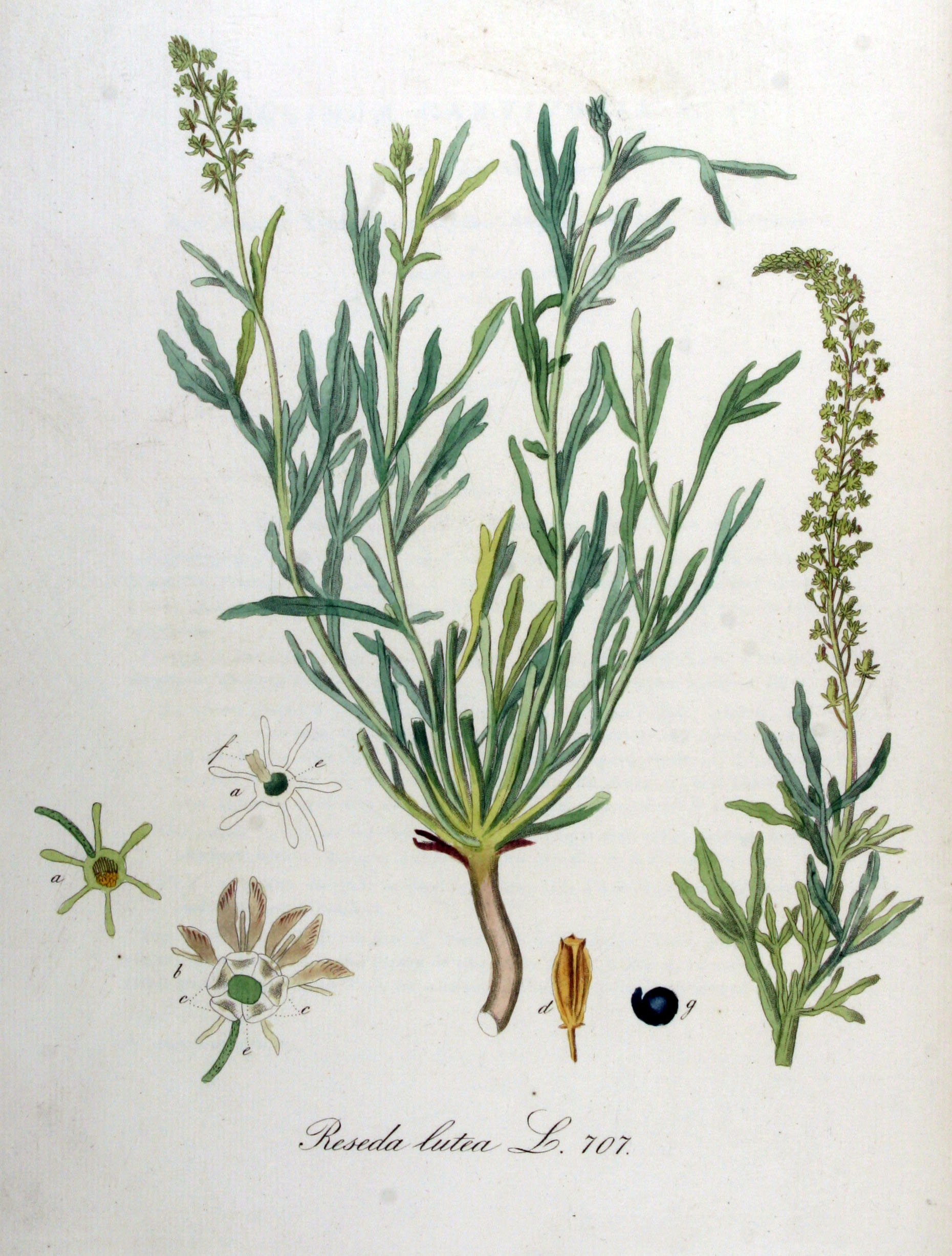
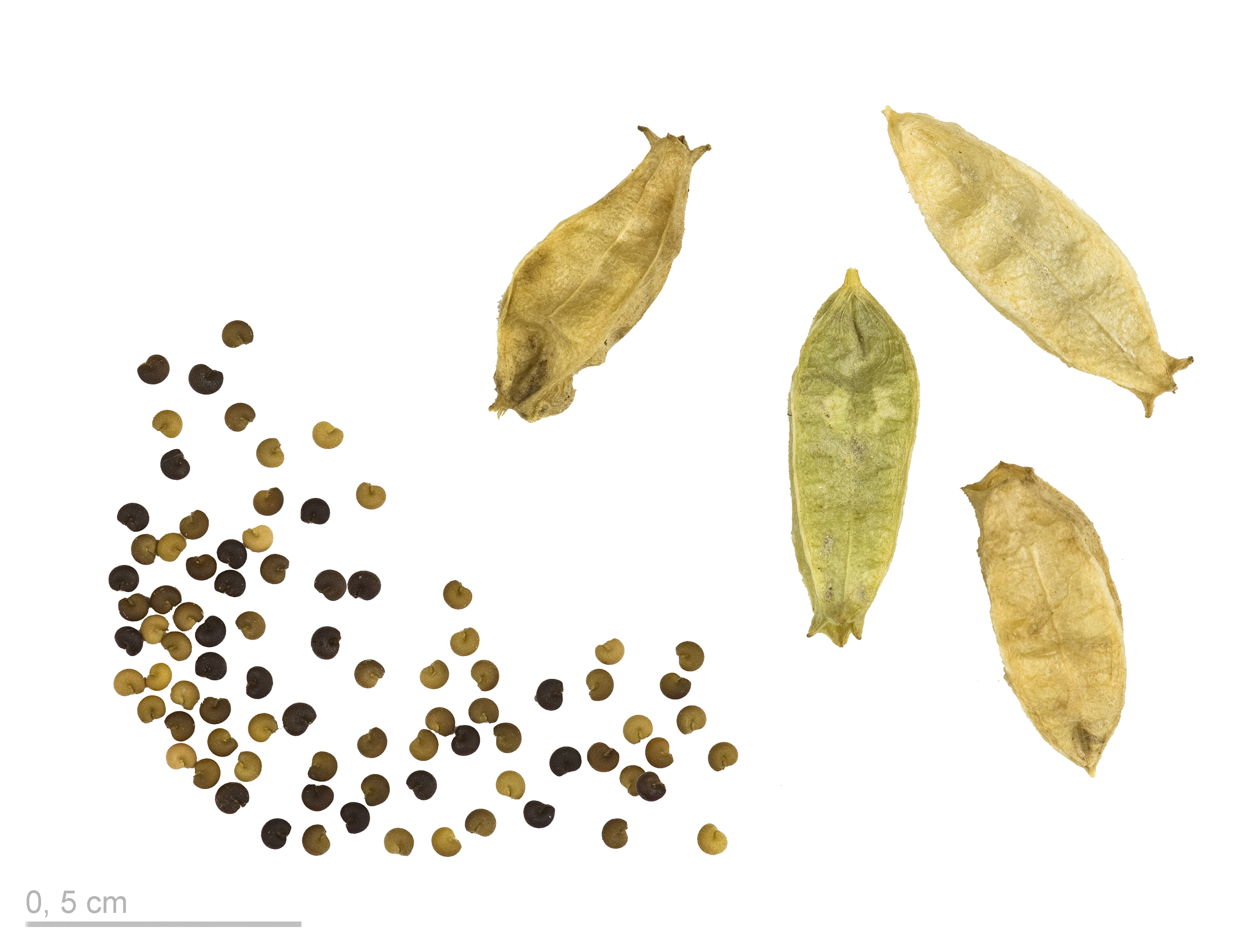
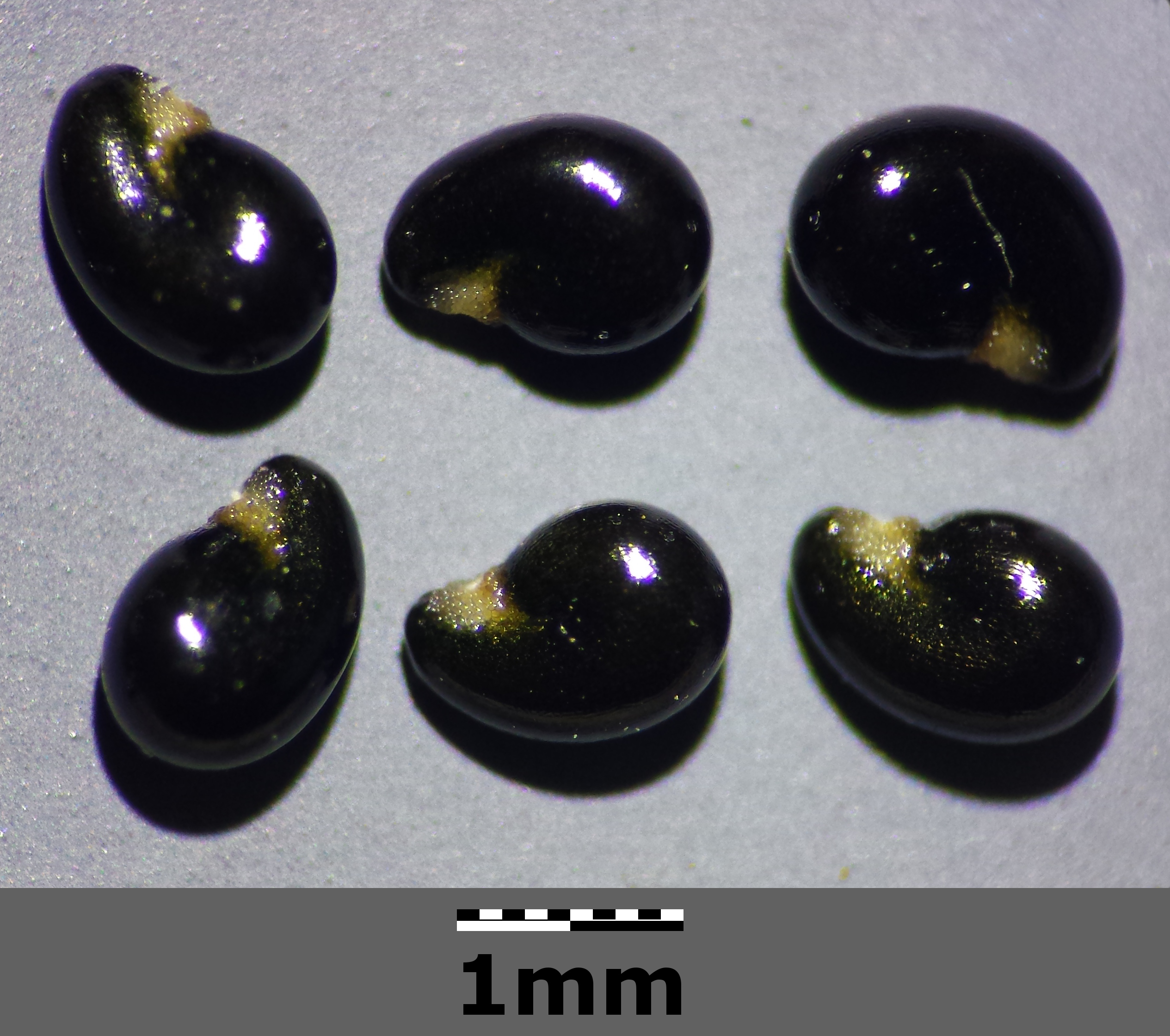